# Rasmus Bøgh Wallin
Rasmus Bøgh Wallin (Hellerup, 2 januari 1996) is een Deens wielrenner die anno 2024 rijdt voor Uno-X Pro Cycling Team.

## Carrière
In 2017 behaalde Wallin zijn eerste UCI-zege toen hij in de Grote Prijs van Kalmar de massasprint won, voor Jonas Ahlstrand en Jonas Aaen Jørgensen.

## Overwinningen
2017
Grote Prijs van Kalmar
2018
Skive-Løbet
2019
Scandinavian Race Uppsala
2021
Bergklassement Ronde van Denemarken
Strijdlustklassement Ronde van Denemarken
2022
Bergklassement Ronde van Denemarken
1e en 4e etappe Ronde van Zuid-Bohemen
Eindklassement Ronde van Zuid-Bohemen
Scandinavian Race Uppsala
2023
1e etappe Visit South Aegean Islands
Arno Wallaard Memorial
2e etappe Ronde van Estland
Eind- en puntenklassement Ronde van Estland
4e etappe Ronde van Zuid-Bohemen
Grote Prijs Rik Van Looy

## Ploegen
- 2016 –  Team Soigneur-Copenhagen Pro Cycling
- 2017 –  coloQuick-CULT
- 2018 –  Team ColoQuick
- 2019 –  Riwal-Readynez Cycling Team
- 2020 –  Riwal-Readynez Cycling Team (vanaf 11 augustus)
- 2022 –  Restaurant Suri-Carl Ras
- 2023 –  Restaurant Suri-Carl Ras
- 2024 –  Uno-X Pro Cycling Team
- 2025 –  Uno-X Mobility

Almindsø · Christiansen · von Folsach · Hardahl · Johansen · Larsen · Lyhne · Madsen · Moberg · Price-Pejtersen · Salby · Vingegaard · Vinjebo · Wallin
Abrahamsen · Andersen · Bendixen · Bévort · Blikra  · Blume Levy · Cort · Dversnes · Eiking (vanaf 8/2) · Fredheim · Gudmestad · Hoelgaard · Holter · Hvideberg · A. Johannessen · T. Johannessen · Kristoff · J. Kulset · M. Kulset · S. Kulset · Larsen · Leknessund · Løland · Resell · Sander Hansen · Skaarseth · Tiller · Urianstad · Wallin · Wærenskjold